# کارکس اسینیبوینسیس
کارکس اسینیبوینسیس (انگلیسی: Carex assiniboinensis) گونه ای از کارکس است.